# Кобяков, Иван Демидович
Иван Демидович Кобяков (род. 12 февраля 1936, деревня Шарып, Шушенский район, Красноярский край) — советский и российский учёный, доктор технических наук, заслуженный изобретатель Российской Федерации.

## Биография
Окончил Российский государственный университет нефти и газа.
1986 год — защитил диссертацию на соискание учёной степени кандидата технических наук по теме «Обоснование параметров и режимов работы дискового ножа»: (На прим. плуга)
1997 год — избран членом-корреспондентом Международной академии наук экологии и безопасности жизнедеятельности (МАНЭБ).
1995—1998 гг. — подготовлено и проведено более 200 телепередач по областному омскому телевидению, посвященных сельскому хозяйству.
2013 год — присуждена учёная степень доктора технических наук.
2018 год — присвоена учёное звание Профессора по специальности «Технологии и средства механизации сельского хозяйства».
Живёт в городе Омске: работает в ОмГАУ / профессор кафедры «Сельскохозяйственных машин и механизации животноводства».

## Награды и премии
- 1995 год — лауреат журнала «Земля сибирская, дальневосточная».
- 1999 год — присвоено почетное звание «Заслуженный изобретатель Российской Федерации»[2][3] / Указ Президента Российской Федерации от 30 июля 1999 года № 939 «О награждении государственными наградами Российской Федерации», с формулировкой: За многолетнюю плодотворную изобретательскую деятельность.
- 2017 год — награждён медалью Манякина, Сергея Иосифовича, за особые заслуги в развитии Омской области.
- 2019 год — награждён медалью за вклад в развитии университета ОмГАУ.

### Книги
1. Малая механизация для крестьянских (фермерских)хозяйств в Сибири / И. Д. Кобяков. — Омск: Ом. кн.изд-во, 2000. — 254 c. — ISBN 5-85540-403-X.[4]
2. Новые почвообрабатывающие машины : монография / И. Д. Кобяков, П. В. Чупин; М-во сел. хоз-ва Рос. Федерации, Федер. гос. образоват. учреждение высш. проф. образования «Ом. гос. аграр. ун-т». — Омск: Изд-во ФГОУ ВПО ОмГАУ, 2006. — 199 с. — ISBN 5-89764-218-4[5]
3. Почвообрабатывающая техника в полеводстве : монография / И. Д. Кобяков; М-во сел. хоз-ва Рос. Федер. , Федер. гос. образоват. учреждение высш. проф. образования «Ом. гос. аграр. ун-т» (ФГОУ ВПО ОмГАУ). — Омск: Изд-во ФГОУ ВПО ОмГАУ, 2008. — 230 с.[6]
4. Машины и оборудование в растениеводстве : курс лекций : учебное пособие : [для бакалавров по направлению подготовки 110800.62 — Агроинженерия] / М-во сел. хоз-ва Рос. Федерации, Федер. гос. бюджет. образоват. учреждение высш. проф. образования «Омск. гос. аграр. ун-т им. П. А. Столыпина» (ФГБОУ ВПО ОмГАУ им. П. А. Столыпина) [И. Д. Кобяков и др.]. — Омск: Изд-во ФГБОУ ВПО ОмГАУ, 2012. — 119 с.[7]
5. Посевные машины: монография / А. В. Евченко, И. Д. Кобяков; М-во сел. хоз-ва Рос. Федерации, Тар. фил. ФГОУ ВПО «Омский гос. аграр. ун-т». — Омск: Изд-во ОмГАУ, 2006. — 126 с. — ISBN 5-89764-231-1.
6. Сельскохозяйственная техника в полеводстве: прошлое, настоящее и будущее : монография / [И. Д. Кобяков, А. В. Евченко, П. В. Чупин, А. С. Союнов]; М-во сел. хоз-ва Рос. Федерации, Федер. гос. образоват. учреждение высш. проф. образования «Ом. гос. аграр. ун-т» (ФГОУ ВПО ОмГАУ). — Омск: Изд-во ФГОУ ВПО ОмГАУ, 2008. — 183 с.

### Публикации в изданиях, рекомендованных ВАК
1. Новые дисковые ножи / Е. П. Огрызков, И. Д. Кобяков // Техника с сел. хоз-ве. — 1982. — № 5. — С. 59.
2. Расход влаги из почвы в зависимости от зяблевой и ранневесенней обработки / З. И. Порохня, И. Д. Кобяков // Земледелие. — 2006. — № 2. — С. 20—21.
3. Влияние обработки почвы на еѐ засорѐнность семенами сорняков / З. И. Порохня, И. Д. Кобяков // Земледелие. — 2006. — № 4. — С. 36-38.
4. Эффективность работы почвообрабатывающих орудий с экспериментальными дисковыми ножами / И. Д. Кобяков, З. И. Порохня // Земледелие. — 2007. — № 1. — С. 46—47.
5. Новое почвообрабатывающее орудие / И. Д. Кобяков // Тракторы и с.-х. машины. — 2007. — № 7. — С. 10-11.
6. Исследование процесса резания почвы / И. Д. Кобяков // Достижения науки и техники АПК. — 2007. — № 9. — С. 30-32.
7. Влияние формы дисковых лезвий на защемление стеблей / И. Д. Кобяков // Тракторы и с.-х. машины. — 2007. — № 12. — С. 31—33.
8. Исследования работы плужного дискового ножа / И. Д. Кобяков // Техника в сел. хоз-ве. — 2008. — № 2. — С. 6—8.
9. Параметры многоугольного дискового ножа / И. Д. Кобяков, Е. Ю. Куприян // Тракторы и с.-х. машины. — 2008. — № 3. — С. 34—35.
10. Влияние хода дискового ножа на деформацию почвы / И. Д. Кобяков // Достижения науки и техники АПК. — 2008. — № 4. — С. 41-43.
11. Технология изготовления рабочих органов дисковых почвообрабатывающих орудий / И. Д. Кобяков // Техника в сел. хоз-ве. — 2008. — № 5. — С. 43—44.
12. Оптимизация работы шестиугольного дискового ножа / И. Д. Кобяков, А. С. Союнов // Механизация и электрификация сел. хоз-ва. —2008. — № 7. — С. 45—46.
13. Энергетика и качество работы почвообрабатывающего дискового ножа / И. Д. Кобяков // Достижения науки и техники АПК. — 2008. — № 7. — С. 48—49.
14. Чизельный плуг-рыхлитель для обработки солонцовых почв / И. Д. Кобяков [и др.] // Тракторы и с.-х. машины. — 2008. — № 8. — С. 13—14.
15. Лущильник с шестиугольными дисковыми рабочими органами / И. Д. Кобяков [и др.] // Тракторы и с.-х. машины. — 2008. — № 10. — С. 14—16.
16. Исследование шестилезвийного дискового рабочего органа почвообрабатывающих орудий / И. Д. Кобяков, А. С. Союнов // Механизация и электрификация сел. хоз-ва. — 2008. — № 12. — С. 21—22.
17. Новое о дисковом ноже плуга / И. Д. Кобяков // Техника в сел. хоз-ве. — 2009. — № 2. — С. 14—15.
18. Взаимодействие лезвия ножа с разрезаемым материалом / И. Д. Кобяков, А. С. Союнов // Механизация и электрификация сел. хоз-ва. — 2009. — № 4. — С. 38—39.
19. О качестве обработки почвы дисковыми лущильниками /А. В. Евченко, И. Д. Кобяков // Доклады Российской академии сельскохозяйственных наук. — 2010. — № 2. — С. 53—54.
20. Качество обработки почвы дисковыми рабочими органами / И. Д. Кобяков // Тракторы и с.-х. машины. — 2010. — № 5. — С. 55—56.
21. Качество защемления почвенно-растительной массы многоугольными дисковыми рабочими органами / И. Д. Кобяков, А. С. Союнов, Е. Н. Миллер // Тракторы и с.-х. машины. — 2011. — № 5. — С. 46—48.